# Río Abajo (ort)
Río Abajo är en ort i Honduras.   Den ligger i departementet Departamento de Francisco Morazán, i den sydvästra delen av landet, 9 km norr om huvudstaden Tegucigalpa. Río Abajo ligger 1 027 meter över havet och antalet invånare är 2 055.
Terrängen runt Río Abajo är kuperad. Runt Río Abajo är det tätbefolkat, med 881 invånare per kvadratkilometer. Närmaste större samhälle är Tegucigalpa, 9,5 km söder om Río Abajo. 